# Dudkivka, Mahdalînivka
Dudkivka (în ucraineană Дудківка) este un sat în comuna Jdanivka din raionul Mahdalînivka, regiunea Dnipropetrovsk, Ucraina.

## Demografie
Componența lingvistică a localității Dudkivka
     Ucraineană (97,55%)
     Rusă (2,45%)
Conform recensământului din 2001, majoritatea populației localității Dudkivka era vorbitoare de ucraineană (97,55%), existând în minoritate și vorbitori de rusă (2,45%).